# Audi R8C
O Audi R8C foi um esporte protótipo construído pela montadora alemã Audi. Como esforço para competir nas 24 Horas de Le Mans 1999 foi desenhado por Peter Elleray, foi o primeiro e único carro da fabricante projetado para já extinta categoria LMGTP (Le Mans Grand Touring Prototype) de carros com finalidade esporte mas baseados em protótipos de Le Mans. Em sua contraparte, a montadora alemã lançaria para mesma corrida o Audi R8R, um modelo genuinamente para competição. Foi o primeiro modelo adotar a solução de "cockpit fechado" até a introdução dos modelos  R18 TDI e R18 e-tron quattro, ambos já baseados na plataforma de LMP. Em Le Mans não se classificou no término da corrida sofrendo o abandono dos dois carros.